# Київський стоматологічний інститут
Київський стоматологічний інститут — інститут, що діяв у Києві в 1931–1955 роках. 1955 року реорганізований у факультет Київського медичного інституту.

## Історія

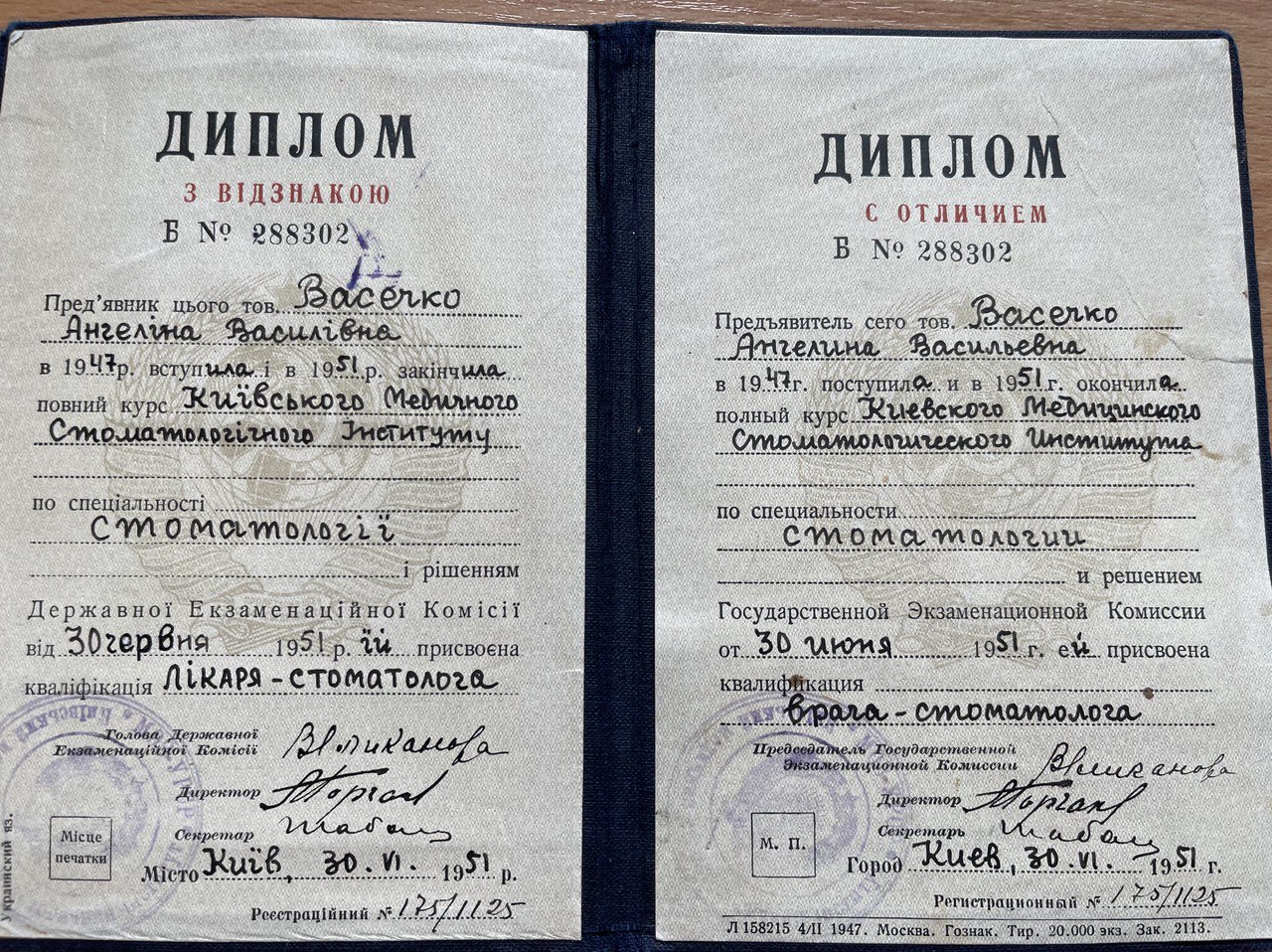
Зразок Диплому із відзнакою Київського Медичного Стоматологічного Інституту. 1951 рік.

У 1931 році стоматологічний факультет Київського медичного інституту було перетворено у самостійний інститут, який значною мірою був забезпечений викладачами клінічних і теоретичних дисциплін. У зв'язку з цим підвищився й авторитет професії лікаря-стоматолога серед молоді, зросла кількість студентів першого курсу, покращилась матеріально-технічна база навчання.
Розвиток інституту був перерваний німецько-радянською війною. 1941 року інститут евакуйовано в Харків, а потім разом з Харківським стоматологічним інститутом до Фрунзе, де він функціонував як факультет Киргизського медичного інституту( директор Шупік П.Л.). Більшість співробітників та студентів пішли на фронт.
У 1945 році стоматологічний факультет знову реорганізовується в Стоматологічний інститут. Поступово розширювались його навчальні бази, формувались наукові та педагогічні кадри. Директором Київського Стоматологічного інституту працював професор Горчаков О.К., проректором із науковой роботи - професор Пейсахович Й.М..В 1932-1953  роках завідувач кафедри хірургічної стоматології Київського стоматологічного інституту Вайсблат С.Н.  Велика заслуга в розвитку закладу в повоєнні роки  належала доценту кафедри анатомії О. А. Сушку, який в ті роки був директором Київського медичного інституту. У 1947—1948 навчальному році в інституті навчалось близько 1000 студентів. Унаслідок підвищення вимогам щодо якості підготовки молодих спеціалістів гостро постало питання про зміцнення клінічних баз, комплектування педагогічних кадрів, особливо із загальномедичних та теоретичних дисциплін, через що 1955 року стоматологічний інститут знову реорганізовано у факультет Київського медичного інституту.